# Neuilly (Yonne)
Neuilly è un comune francese di 434 abitanti situato nel dipartimento della Yonne nella regione della Borgogna-Franca Contea.

## Società

### Evoluzione demografica
Abitanti censiti